# Domine (musikgrupp)
Domine är ett episkt italienskt power metal-band från mitten av 1980-talet. 

## Medlemmar
Nuvarande medlemmar
- Riccardo Paoli – basgitarr (1983– )
- Enrico Paoli – gitarr (1983– )
- Morby (Adolfo Morviducci) – sång (1997– )
- Riccardo Iacono – keyboard (1998–2008, 2010– )
- Stefano Bonini – trummor (1999– )

Tidigare medlemmar
- Funa (Carlo Funaioli) – trummor (1983–1997)
- Agostino Carpo – gitarr (1983–1993)
- Stefano Mazzella – sång (1983–1992)
- Simone Gazzola – sång (1992–1997)
- Mimmo Palmiotta – trummor (1997–1999)
- Gabriele Caselli – keyboard (2008–2010)

## Diskografi
Demo
- Domine (1986)
- Champion Eternal (1989)
- Bearer of the Sword (1991)
- Domine (1994)

Studioalbum
- Champion Eternal (1997)
- Dragonlord (Tales of the Noble Steel) (1999)
- Stormbringer Ruler - The Legend of the Power Supreme (2001)
- Emperor of the Black Runes (2003)
- Ancient Spirit Rising (2007)